# Ledra ranifrons
Ledra ranifrons är en insektsart som beskrevs av Walker 1857. Ledra ranifrons ingår i släktet Ledra och familjen dvärgstritar. Inga underarter finns listade i Catalogue of Life.